# 成富政一
成富 政一（なりとみ まさいち、1894年（明治27年）11月18日 – 1938年（昭和13年）10月12日）は、日本の陸軍軍人。最終階級は歩兵大佐。位階勲等功級は正五位勲三等功四級。

## 経歴
佐賀県神埼市において士族成富庄吉（佐賀藩士石井探玄の次男、成富延精の養子）の次男として生まれる。生家は、肥前国の戦国大名龍造寺隆信の重臣で、後に佐賀藩主鍋島氏の家老として活躍した成富茂安の養子安利の子孫にあたる。
陸軍士官学校28期を卒業し、1916年（大正5年）陸軍少尉に任官。陸軍大尉の時、陸軍大学校41期に学び、1929年（昭和4年）席次8位の成績で卒業した。
その後、台湾軍基隆要塞参謀、台湾軍司令部付、歩兵第19連隊付、独立歩兵第1連隊大隊長、陸軍歩兵学校教導連隊大隊長、留守第16師団参謀、同参謀長等を歴任し、満洲事変では、中国熱河省及び呼倫貝爾を転戦し、軍功あり。
1938年（昭和13年）、陸軍中佐のとき、中支那派遣軍第11軍隷下の特設第106師団参謀に転任し、日中戦争（支那事変）に出動。武漢攻略戦に参加する。部隊は中国江西省九江市徳安県の山岳地帯に進撃し、輓馬砲兵の前進を阻まれて苦戦。9月20日には砲兵火力の配備がないまま中国軍との戦闘に突入し、中国軍に包囲されて一時は部隊壊滅の危機に直面。成富は激戦の最中、石灰山麓で中国軍の銃撃に被弾し、戦死した。陸軍大佐に特進した。
独立歩兵第1連隊勤務時の上官寺倉正三陸軍中将は、成富の戦死後「古武士的風格有り、上下の敬愛厚し」と彼の風貌人格を評している。なお、第106師団には、後の関東軍作戦主任参謀草地貞吾陸軍大佐（当時は大尉）がいた。
なお、陸軍歩兵学校教導連隊勤務時は、満州国の愛新覚羅溥傑が留学しており、成富はその教官をつとめ親交があった。

## 親族
- 佐々木雄堂（従弟、龍泰寺（佐賀市）住職）
- 石井利雄（従弟、造船技師、海軍中尉）
- 成富節子（姪、朗詠作曲家）